# 鬧熱打擂台
《鬧熱打擂台》為客家電視台歌唱綜藝選秀節目，由羅時豐、吉那（楊淑喻）主持。每週六17:00~19:00於客家電視台CH17頻道首播，每週日13:00~15:00重播。 
每週六傍晚五點，全台客家鄉親，一定準時與主持人共同開口喊出「鬧熱打擂台，鬧熱共下來」的開場白。「鬧熱打擂台」不但是客家電視台長青招牌節目，更是台灣電視史上最長壽的客語歌唱選秀節目。
《鬧熱打擂台》節目播出已經超過十個年頭，這是一個讓客家傳統山歌、客家流行歌曲得以傳唱的舞台；這裡也是孕育無數客家歌手，培養出一群超級死忠的粉絲觀眾的平台。每週120分鐘的節目，不僅是客家鄉親歡樂的週末午後時光，緊張的比賽更是觀眾們茶餘飯後熱切討論的話題之一。

## 主持人異動
- 2003年7月節目開播由羅時豐、張馨月主持。
- 2015年4月4日女主持人改由朱海君接下主持棒。
- 2019年9月21日女主持人改由 吉那（楊淑喻）接下主持棒。

## 節目異動

### 異動
- 2003年7月開播時每集長度為60分鐘。
- 2007年1月13日節目長度由60分鐘變動為每集90分鐘。
- 2016年4月16日節目長度由90分鐘變動為每集120分鐘。
- 2018年2月24日節目由SD轉為HD。
- 2022年7月24日因受嚴重特殊傳染性肺炎疫情影響，從集數#248開始重播。

### 內容異動

#### 衛冕賽制
- 節目分為四個組別，分別為【一】兒童組【二】青少年組【三】社會組【四】長青組。
- 兒童組是以國小以下之兒童展現客語說故事以及其他特殊才藝表演，例：舞蹈、打竹板、相聲等；讓客家族群中小朋友從小就能學習客家母語。
- 少年組是以國中以上的表演者來展現時下流行的客家音樂，來傳達客家流行歌曲的一面。
- 社會組的參賽者是以傳統山歌和一些流行曲風的歌曲，來展現客家曲風特殊的地方，一些優美的旋律，內容大有看頭。
- 長青組的比賽，內容可看性很高，因參賽者所演唱的歌曲，是客語中有深度的一些歌曲，讓人了解客家文化的是需要一代一代傳承下來的。
- 在每集的節目中將來賓分為四組來進行比賽，每組將有兩位挑戰者，在經過激烈的比賽中三位評審的評分下選出一名衛冕者，進行下周之比比賽，同時間所邀請之三位評審會給予每位參賽者評語，讓參賽者了解自己的優缺點，作為下次競賽之準繩。如此一來在每集的節目中都將會有更精采的表演，當衛冕者連續二十次冠軍時，製作單位將會頒發高額獎金及獎品，以茲鼓勵，但若中途被挑戰著打敗時所累積的獎金則需折半。

#### 季賽賽制
- 選手經過選秀會過關後即可進棚比賽，進行內容不一的競賽。經過數個月的海選賽、淘汰賽等過程後，進入六強決定賽，前六強參賽者產生後，開始進行積分賽，最終產生六強排名，前三名可得獎金與獎盃一座，並進入年度賽，進行更高難度的挑戰。

#### 擂台主回娘家
- 2007年1月增設「擂台主回娘家」單元，每集的節目中將會邀請一位衛冕20關的擂台主回節目中表演歌曲以及才藝。

#### 獎金挑戰賽
- 2016年4月增設「獎金挑戰賽」單元，找尋小朋友或其他特殊才藝者上節目表演拿獎金，主要演出為：演唱一首客家歌曲&特殊才藝秀，演出完通過評審認定，會頒發獎學金。

#### 鬧熱大來賓
- 2016年9月增設「鬧熱大來賓」單元，邀請藝人朋友或指導老師來示範演唱與擔任客座評審、或者由評審示範演唱。

| 播出日期      | 大來賓                  | 歌曲                     |
| ------------- | ----------------------- | ------------------------ |
| 2016年9月10日 | 黃子軒                  | 他鄉變故鄉               |
| 2016年9月17日 | 王鳳珠                  | 半山遙郎之一             |
| 2016年9月24日 | 曾雅君                  | 日頭花                   |
| 2016年10月1日 | 羅文裕                  | 菸樓清風                 |
| 2016年10月8日 | 黃珮舒                  | 梳妝臺                   |
| 2017年2月11日 | 梁煥波                  | 鬧元宵                   |
| 2017年2月18日 | 溫尹嫦                  | 夜生                     |
| 2017年2月25日 | 陳石貴                  | 十二月古人               |
| 2017年3月4日  | 鄧百成                  | 問花                     |
| 2017年3月11日 | 曾仲瑋                  | 掌牛哥                   |
| 2017年7月29日 | 安苡葳                  | 帶恩个愛                 |
| 2017年8月5日  | 李秋霞                  | 平板+山歌子              |
| 2017年8月12日 | 杜翊菱                  | 平板                     |
| 2017年8月19日 | 梁煥波                  | 悠遊人生夢               |
| 2017年8月26日 | 徐世慧                  | 蟻公蟻婆                 |
| 2018年1月6日  | 申梅蘭                  | 平板                     |
| 2018年1月13日 | 鄭朝方（流行組）        | 你聽到了嗎               |
| 2018年1月13日 | 賴仁政&羅茵茵（傳統組） | 十八嬌蓮                 |
| 2018年1月20日 | 黃珮舒                  | 思戀烏烏                 |
| 2018年1月27日 | 莊紅如                  | 妹剪花                   |
| 2018年2月3日  | 黃鎮炘                  | 笑看人生                 |
| 2018年3月17日 | 邱廉欽（流行組）        | 搞                       |
| 2018年3月17日 | 吳川鈴（傳統組）        | 平板+山歌子              |
| 2018年3月31日 | 莊蕙如（流行組）        | 屙糟个鞋                 |
| 2018年3月31日 | 賴仁政（傳統組）        | 五更鼓調+洗手巾調+河洛調 |
| 2018年5月19日 | 陳雙                    | 心花開                   |
| 2018年5月26日 | 趙彩雲                  | 妹剪花                   |
| 2018年6月2日  | 李一凡                  | 方向                     |
| 2018年6月9日  | 程心祥                  | 平板                     |
| 2018年6月16日 | 魏勝松                  | 平板                     |

#### 學長姐示範賽
- 2017年3月增設「學長姐示範賽」單元，因海選階段，許多參賽者都是第一次比賽，所以邀請之前優秀的學長姐回來示範唱，讓學弟妹學習觀摩。

## 衛冕者（2003年—2009年）

### 兒童組
| 排序   | 姓名   | 衛冕20關播出時間 |
| ------ | ------ | ---------------- |
| 第一位 | 吳佩慈 | 2004年3月6日     |
| 第二位 | 劉子萱 | 2004年9月18日    |
| 第三位 | 徐翌純 | 2005年2月26日    |
| 第四位 | 古曉珮 | 2006年1月14日    |

### 青少年組
| 排序   | 應明   | 衛冕20關播出時間 |
| ------ | ------ | ---------------- |
| 第一位 | 徐筱寧 | 2004年6月12日    |
| 第二位 | 劉佳玟 | 2004年12月11日   |
| 第三位 | 黃韵如 | 2005年5月28日    |
| 第四位 | 吳婉婷 | 2005年11月26日   |
| 第五位 | 吳勇濱 | 2006年8月12日    |
| 第六位 | 蕭佩茹 | 2007年3月31日    |
| 第七位 | 黃宇軒 | 2007年12月1日    |
| 第八位 | 黃暄媗 | 2008年9月20日    |

### 社青組
| 排序   | 應明   | 衛冕20關播出時間 |
| ------ | ------ | ---------------- |
| 第一位 | 莊紅如 | 2004年3月13日    |
| 第二位 | 張國政 | 2006年1月21日    |
| 第三位 | 邱智彥 | 2007年5月26日    |
| 第四位 | 劉紀意 | 2008年6月21日    |

### 長青組
| 排序   | 應明   | 衛冕20關播出時間 |
| ------ | ------ | ---------------- |
| 第一位 | 古福光 | 2003年12月20日   |
| 第二位 | 傅清增 | 2005年5月14日    |
| 第三位 | 江強富 | 2005年12月17日   |
| 第四位 | 高萓謙 | 2006年11月11日   |
| 第五位 | 林榮煥 | 2008年3月1日     |
| 第六位 | 陳登杜 | 2008年8月30日    |

## 衛冕者（2021年起寶座爭霸賽）

### 現任衛冕者

#### 流行組
- 李彥鋒（衛冕4關）

#### 傳統組
- 葉定嬌（衛冕1關）

### 前任衛冕者

#### 流行組
- 賴尚群（第一次衛冕3關、第二次衛冕2關、第三次衛冕6關）
- 范揚介（第一次衛冕1關、第二次衛冕1關）
- 羅采柔（衛冕3關）
- 羅昊元（衛冕4關）
- 曾浩明（衛冕1關，因工作棄賽）

#### 傳統組
- 彭瑞鳳（衛冕1關）
- 莊碧貞（衛冕2關）

- 梁素玉 第10關衛冕成功 <2021.01.09-2021.04.03> 第1位參賽者
- 張月菊 第10關衛冕成功 <2021.04.17-2023.07.22> 第2位參賽者

## 歷屆季賽得主（2009年–2020年）
| 季別         | 播出日期                      | 集數 | 組別 | 冠軍   | 亞軍          | 季軍   | 殿軍          | 第五名   | 第六名 |
| ------------ | ----------------------------- | ---- | ---- | ------ | ------------- | ------ | ------------- | -------- | ------ |
| 第一季       | 2009年4月4日－2009年7月25日   | 17   | 流行 | 張文惠 | 李浩幃        | 蕭銀珠 | 官志昱        | 詹博文   |        |
| 第一季       | 2009年4月4日－2009年7月25日   | 17   | 傳統 | 張明雄 | 黃于娟        | 黃献榮 | 曾怡玲        | 葉庭軒   |        |
| 第二季       | 2009年8月1日－2009年11月28日  | 18   | 流行 | 黃森霖 | 劉桂湘        | 廖秋玲 | 彭玉英        | 徐盛秀   |        |
| 第二季       | 2009年8月1日－2009年11月28日  | 18   | 傳統 | 劉源治 | 陳德桂        | 何秋香 | 余秀玉        | 曾彭碧珠 |        |
| 第三季       | 2009年12月5日－2010年3月27日  | 17   | 流行 | 徐佩儀 | 羅偉倫        | 劉孟青 | 熊家甄        | 詹國祥   | 吳權芸 |
| 第三季       | 2009年12月5日－2010年3月27日  | 17   | 傳統 | 黃玉鳳 | 葉美月        | 葉志能 | 張茶妹        | 翁桂連   |        |
| 第四季       | 2010年4月3日－2010年6月26日   | 13   | 流行 | 蔡宜芸 | 劉秀庭        | 林明賢 | 楊正宏        | 徐紹鈐   |        |
| 第四季       | 2010年4月3日－2010年6月26日   | 13   | 傳統 | 劉咨佑 | 胡火明        | 鍾國光 | 黎美玉        | 徐細容   |        |
| 第一屆年度賽 | 2010年7月3日－2010年10月2日   | 14   | 流行 | 蔡宜芸 | 徐佩儀        | 黃森霖 | 李浩幃        | 廖秋玲   |        |
| 第一屆年度賽 | 2010年7月3日－2010年10月2日   | 14   | 傳統 | 黃于娟 | 劉源治        | 葉美月 | 胡火明        |          |        |
| 第五季       | 2010年10月9日－2011年2月5日   | 18   | 流行 | 詹博文 | 黃碧霞        | 黎淑玲 | 王禹婷        | 李文宏   |        |
| 第五季       | 2010年10月9日－2011年2月5日   | 18   | 傳統 | 李永祥 | 彭紹達        | 江阿萬 | 蕭豫屏        | 謝美智   |        |
| 第六季       | 2011年2月12日－2011年5月28日  | 16   | 流行 | 古盛傑 | 邱淑玉        | 張馨文 | 張春嬌        | 王嘉玲   |        |
| 第六季       | 2011年2月12日－2011年5月28日  | 16   | 傳統 | 吳權芸 | 魏秀梅        | 羅廖忠 | 吳阿火        | 朱子萱   |        |
| 第七季       | 2011年6月4日－2011年9月24日   | 17   | 流行 | 張燈明 | 劉孟青        | 范瑞娥 | 詹宥妘        | 葉書妤   |        |
| 第七季       | 2011年6月4日－2011年9月24日   | 17   | 傳統 | 林麗玲 | 陳秋梅        | 葉志能 | 馮秋菊        | 翁桂連   |        |
| 第八季       | 2011年10月1日－2012年1月21日  | 17   | 流行 | 林宛靚 | 黃于娟        | 王禹婷 | 葉育騰        |          |        |
| 第八季       | 2011年10月1日－2012年1月21日  | 17   | 傳統 | 陳瑞姜 | 蕭豫屏        | 李永禎 | 楊春蓮        | 林進財   |        |
| 第二屆年度賽 | 2012年1月28日－2012年6月2日   | 19   | 流行 | 古盛傑 | 黃于娟        | 邱淑玉 | 詹博文        | 林宛靚   |        |
| 第二屆年度賽 | 2012年1月28日－2012年6月2日   | 19   | 傳統 | 吳權芸 | 李永祥        | 陳秋梅 | 陳瑞姜        | 葉志能   |        |
| 第九季       | 2012年6月9日－2012年10月13日  | 19   | 流行 | 羅華升 | 賴廷豪        | 饒送妹 | 陳孟蕎        | 邱梓謙   | 吳秀春 |
| 第九季       | 2012年6月9日－2012年10月13日  | 19   | 傳統 | 彭月賢 | 劉秀庭        | 彭碧珠 | 賴清元        | 楊淑媛   |        |
| 第十季       | 2012年10月20日－2013年3月30日 | 24   | 流行 | 林雨涵 | 劉亦岑        | 徐冠宗 | 劉玟妗        | 廖金鏤   | 蔡松育 |
| 第十季       | 2012年10月20日－2013年3月30日 | 24   | 傳統 | 鄒玉姬 | 劉桂湘        | 吳秀春 | 鍾瑞永        | 劉佳玟   |        |
| 第十一季     | 2013年4月6日－2013年8月24日   | 21   | 流行 | 劉宸妤 | 詹宥妘        | 湯念慈 | 張春嬌        | 林麗玲   |        |
| 第十一季     | 2013年4月6日－2013年8月24日   | 21   | 傳統 | 高愛盧 | 楊鳳琴        | 藍良妹 | 徐细容        | 吳瑞蓮   |        |
| 第十二季     | 2013年8月31日－2014年2月1日   | 23   | 流行 | 曾怡玲 | 周品宸        | 吳沛昀 | 林芹卉        | 魏菊枝   |        |
| 第十二季     | 2013年8月31日－2014年2月1日   | 23   | 傳統 | 李文宏 | 林新棟        | 林彩立 | 賴清元        | 張美珍   |        |
| 第三屆年度賽 | 2014年2月8日－2014年5月17日   | 15   | 流行 | 陳孟蕎 | 羅華升        | 劉亦岑 |               |          |        |
| 第三屆年度賽 | 2014年2月8日－2014年5月17日   | 15   | 傳統 | 李文宏 | 高愛盧 林新棟 |        | 彭月賢        | 鄒玉姬   |        |
| 第十三季     | 2014年5月24日－2014年10月11日 | 21   | 流行 | 黃章強 | 邱梓謙        | 吳權芸 | 張容瑄        | 鄭文明   | 宋竹梅 |
| 第十三季     | 2014年5月24日－2014年10月11日 | 21   | 傳統 | 范釋勻 | 黃源容        | 沈家添 | 黃桂花        | 楊寶玉   |        |
| 第十四季     | 2014年10月18日－2015年3月28日 | 24   | 流行 | 陳姿妤 | 詹燕城        | 張秀英 | 黃浥玲        | 楊莉茹   | 徐珮珊 |
| 第十四季     | 2014年10月18日－2015年3月28日 | 24   | 傳統 | 劉淑平 | 楊春蓮        | 廖玉   | 彭貞藏        | 謝添麟   | 徐細容 |
| 第十五季     | 2015年4月4日－2015年7月25日   | 17   | 流行 | 龍宣亘 | 林茪燈        | 林思伶 | 陳建居        | 戴玉珍   | 張美齡 |
| 第十五季     | 2015年4月4日－2015年7月25日   | 17   | 傳統 | 張香菊 | 張美珍        | 莊瑞蒼 | 吳彩琴        | 林儷     | 曾永宏 |
| 第十六季     | 2015年8月1日－2015年11月28日  | 18   | 流行 | 陳廷婷 | 林冠群        | 李雯馨 | 詹騄明        | 莊長明   | 郭國安 |
| 第十六季     | 2015年8月1日－2015年11月28日  | 18   | 傳統 | 鍾函億 | 吳秀春        | 羅士恩 | 鄧秀英        | 徐煥湧   | 余翊菡 |
| 第四屆年度賽 | 2015年12月5日－2016年4月9日   | 19   | 流行 | 陳廷婷 | 龍宣亘        | 林思伶 | 林冠群        | 邱梓謙   |        |
| 第四屆年度賽 | 2015年12月5日－2016年4月9日   | 19   | 傳統 | 鍾函億 | 張美珍        | 吳秀春 | 張香菊        | 羅士恩   |        |
| 第十七季     | 2016年4月16日－2016年10月15日 | 27   | 流行 | 林星妤 | 吳沛昀        | 李金雲 | 范銘文        | 彭賢能   | 張力   |
| 第十七季     | 2016年4月16日－2016年10月15日 | 27   | 傳統 | 范清海 | 羅瑞蓮        | 彭郁清 | 陳素真        | 林桂蘭   | 傅芳啟 |
| 第十八季     | 2016年10月22日－2017年3月18日 | 22   | 流行 | 賴予喬 | 劉慧卿        | 陳昶均 | 張馨文        | 楊莉茹   | 羅月玲 |
| 第十八季     | 2016年10月22日－2017年3月18日 | 22   | 傳統 | 賴清元 | 吳菊蘭        | 林美妹 | 張雲娟        | 徐如妘   | 蘇金全 |
| 第十九季     | 2017年3月25日－2017年9月2日   | 24   | 流行 | 潘怡涵 | 李雯馨        | 夏立民 | 賴玟竹        | 范姜冠熒 | 朱鵬鈞 |
| 第十九季     | 2017年3月25日－2017年9月2日   | 24   | 傳統 | 許美蓉 | 杜芸鳳        | 吳錦鳳 | 陳玫匡        | 羅鳳惠   | 彭貞藏 |
| 第二十季     | 2017年9月9日－2018年2月10日   | 23   | 流行 | 許惠華 | 邱莉舒        | 曾止妤 | 張香菊        | 趙德武   |        |
| 第二十季     | 2017年9月9日－2018年2月10日   | 23   | 傳統 | 林彩立 | 廖玉          | 鄧秀英 | 尤秀菊        | 林於金   | 黃碧霞 |
| 第五屆年度賽 | 2018年2月24日－2018年7月7日   | 20   | 流行 | 賴予喬 | 林星妤        | 劉慧卿 | 陳昶均        | 潘怡涵   | 吳沛昀 |
| 第五屆年度賽 | 2018年2月24日－2018年7月7日   | 20   | 傳統 | 林彩立 | 賴清元        | 許美蓉 | 范清海        | 吳菊蘭   | 鄧秀英 |
| 第二十一季   | 2018年7月14日－2018年12月22日 | 24   | 流行 | 馮士鈞 | 李昊澂        | 劉美伶 | 陳苡芸        | 葉人瑋   | 古佳蓁 |
| 第二十一季   | 2018年7月14日－2018年12月22日 | 24   | 傳統 | 陳建居 | 曾金榮        | 廖崇發 | 黃恕潔        | 陳素娥   | 黃菊枝 |
| 第二十二季   | 2018年12月29日－2019年6月8日  | 25   | 流行 | 黃宇寒 | 高郅程        | 賴玟竹 | 鍾皓宇        | 呂偉倫   | 邱靖媛 |
| 第二十二季   | 2018年12月29日－2019年6月8日  | 25   | 傳統 | 吳雨臻 | 黃興華        | 麥淑美 | 莊梅櫻 楊寶玉 |          | 林賢雙 |
| 第二十三季   | 2019年6月29日－2019年12月7日  | 24   | 流行 | 黃稚嘉 | 陳塏瑞        | 許斌聖 | 宋佳真        | 林素嫣   | 林冠群 |
| 第二十三季   | 2019年6月29日－2019年12月7日  | 24   | 傳統 | 羅秋美 | 謝銘壽        | 杜芸鳳 | 黃美琴        | 朱新粉   | 彭瑞鳳 |
| 第二十四季   | 2019年12月14日－2020年5月23日 | ??   | 流行 | 謝佳錡 | 黃昕羽        | 黎進財 | 楊莉茹        | 陳育煊   | 黃碧霞 |
| 第二十四季   | 2019年12月14日－2020年5月23日 | ??   | 傳統 | 吳沛昀 | 林於金        | 劉秀庭 | 羅姿歆        | 彭靖琇   | 楊桂蘭 |
| 第六屆年度賽 | 2020年5月30日－2020年10月25日 | ??   | 流行 | 馮士鈞 | 黃宇寒        | 黃昕羽 | 劉美伶        | 李昊澂   | 陳塏瑞 |
| 第六屆年度賽 | 2020年5月30日－2020年10月25日 | ??   | 傳統 | 吳沛昀 | 陳建居        | 林於金 | 謝銘壽        | 黃興華   | 麥淑美 |

## 外部連結
- 鬧熱打擂台的Facebook專頁
- 官方網站 （页面存档备份，存于）－客家電視台
- YouTube上的《鬧熱打擂台》 鬧熱共同來播放列表
- YouTube上的鬧熱打擂台頻道

## 播放時間
| 臺灣 客家電視台 每週六 17:00 - 19:00 首播 | 臺灣 客家電視台 每週六 17:00 - 19:00 首播 | 臺灣 客家電視台 每週六 17:00 - 19:00 首播 |
| ----------------------------------------- | ----------------------------------------- | ----------------------------------------- |
|                                           | 鬧熱打擂台 （2016年4月16日－至今）        |                                           |
| 大自然生趣                                | 暗夜新聞                                  |                                           |
| 臺灣 客家電視台 每週日 13:00 - 15:00 重播 |                                           |                                           |
| 飛越客庄                                  | 鬧熱打擂台 （2016年4月17日－至今）        | 客家新聞雜誌                              |